# Seniūnija
Seniūnija (flertal seniūnijos) er den mindste administrative enhed i Litauen, svarende til bydele, sogne eller kommunedistrikter (lokaldistrikter i en kommune). Det litauiske ord er et gammelt begreb, som kan oversættes direkte til ældsteråd eller oldermandskab (russisk: староство, engelsk: elderships).
Litauen er opdelt ti amter, der er opdelt i 60 kommuner, der igen er opdelt i 546 seniūnija. En seniūnija kan enten bestå af en del af en storby, en enkelt mindre by eller få landsbyer. De varierer i størrelse, afhængig af beliggenhed og naturlige grænser. I nogle få tilfælde udgør én seniūnija en selvstændig kommune. De to seniūnijos Šilainiai og Dainava er bydele i Kaunas med over 70.000 indbyggere, hvilket er langt mere end det samlede befolkningstal i mindre kommuner.
En seniūnija varetager mindre, lokale anliggender, eksempelvis reparation af fortove og grusveje og personregistrering af indbyggerne. I byer vælges en seniūnija-leder i hver bydel samtidig med valget af borgmester i kommunen. Indbyggerne i en seniūnija  kan ofte tage direkte kontakt til lederen, hvis de ønsker det.
Historisk blev seniūnija benyttet som betegnelse for væsentligt større enheder f.eks. fyrstendømmet Žemaitija (Žemaitija seniūnija).
Seniūnijos er placeret i LAU 2 i de regionale statistikker i Den Europæiske Union, tilsvarende danske sogne.